# 威廉·福斯 (制片人)
威廉·福斯（原名Wilhelm Fuchs，1879年1月1日—1952年5月8日），是匈牙利裔美國人，也是美國電影業的領袖人物，於1915年創立福斯電影公司，1920年代創立福斯西岸劇院。
雖然他在1930年失去了對他的電影帝國的控制權，但他的名字仍以各種媒體企業的名義存在，這些企業目前由魯珀特·梅鐸擁有，如福斯廣播公司和福斯新聞頻道，或者由華特迪士尼公司所有，如二十世紀福斯和二十一世紀福斯。

## 早年生活
福斯出生於匈牙利的托爾奇沃，父母Michael Fuchs和Hannah Fried都是匈牙利猶太人。福斯一家於威廉九個月大時移民美國並定居紐約市，後來他們又生了十二個孩子，其中只有六個倖存下來。福斯年少時當過報童，並在皮草和服裝業工作。

## 外部連結
- 威廉·福斯在互联网电影资料库（IMDb）上的資料（英文）
- 關於威廉·福斯的歷史文章（英文）
- 在Find a Grave上的威廉·福斯